# Brandon Wen
Brandon Wen of artistennaam Brandylaa (Los Angeles, 1993) is een Amerikaans modeontwerper. Hij is de creatief coördinator van de Antwerpse Modeacademie aan de Koninklijke Academie voor Schone Kunsten.

## Biografie
Brandon Wen is de zoon van een Chinese vader, architect, en een in LA geboren Spaanse moeder met roots in Galicië die werkzaam was als boekhoudster.
Hij groeide op in Pasadena en was er actief in enkele organisaties waaronder een kinderkoor. Hij volgde mode aan de Cornell-universiteit te Ithaca in New York. 
Op rondreis in Europa was het moeilijk aan werk te raken in Parijs en schreef zich uiteindelijk in aan de Antwerpse modeacademie alwaar hij de 4-jarige opleiding afmaakte in 2018.
Na zijn studies ging hij terug naar Parijs en werkte er met Rick Owens, Michèle Lamy en Maison Lemarié/Chanel.
In 2022 volgde hij Walter Van Beirendonck op als creatief coördinator van de Antwerpse Modeacademie. 
Hij is tevens verbonden aan de internationale Arts of Fashion Foundation.

## Onderscheidingen
- 2018 - Challenge The Fabric Award[5]